# 瓦朗通
瓦朗通（法語：Valenton，法語發音：[valɑ̃tɔ̃] ⓘ）是法国法蘭西島大區马恩河谷省的一个市镇，属于克雷泰伊区。

## 地理
瓦朗通（48°44'42"N, 2°28'2"E）面积5.31 平方千米，位于法国法蘭西島大區马恩河谷省，该省份为法国北部内陆省份，毗邻巴黎。
与瓦朗通接壤的市镇（或旧市镇、城区）包括：克雷泰伊、圣乔治新城、克罗讷、耶尔、舒瓦西勒鲁瓦、利梅伊-布雷瓦讷。

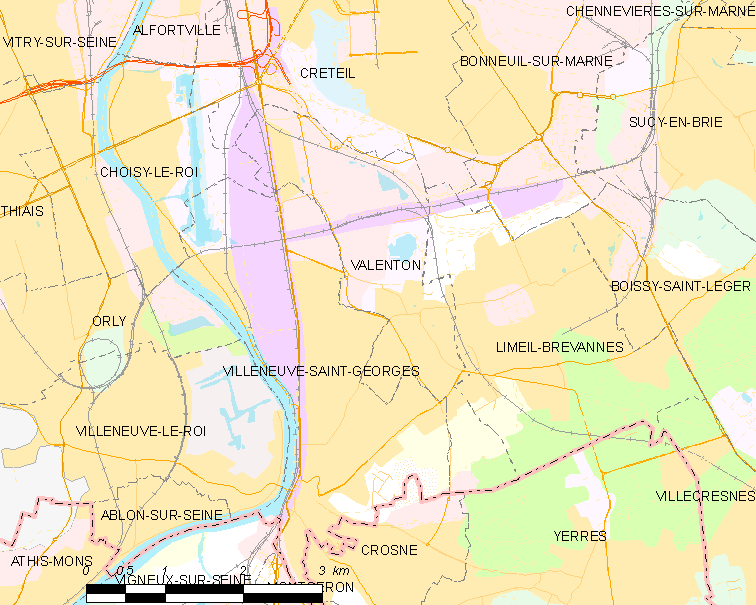
瓦朗通的OSM定位图

瓦朗通的时区为UTC+01:00、UTC+02:00（夏令时）。

## 行政
瓦朗通的邮政编码为94460，INSEE市镇编码为94074。

## 政治
瓦朗通所属的省级选区为圣乔治新城县。

## 人口

1962-2008年间瓦朗通人口变化图示

瓦朗通于2022年1月1日时的人口数量为14453人。